# Magnus Zeller
Magnus Zeller (* 9. August 1888 in Biesenrode, Mansfelder Gebirgskreis; † 25. Februar 1972 in Berlin) war ein expressionistischer Maler und Grafiker.

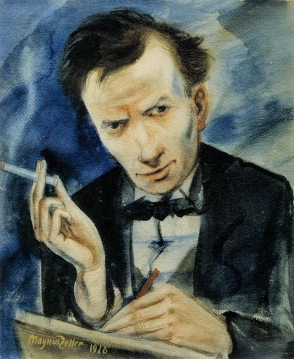
Selbstporträt 1926

## Biographie

### Vor 1933

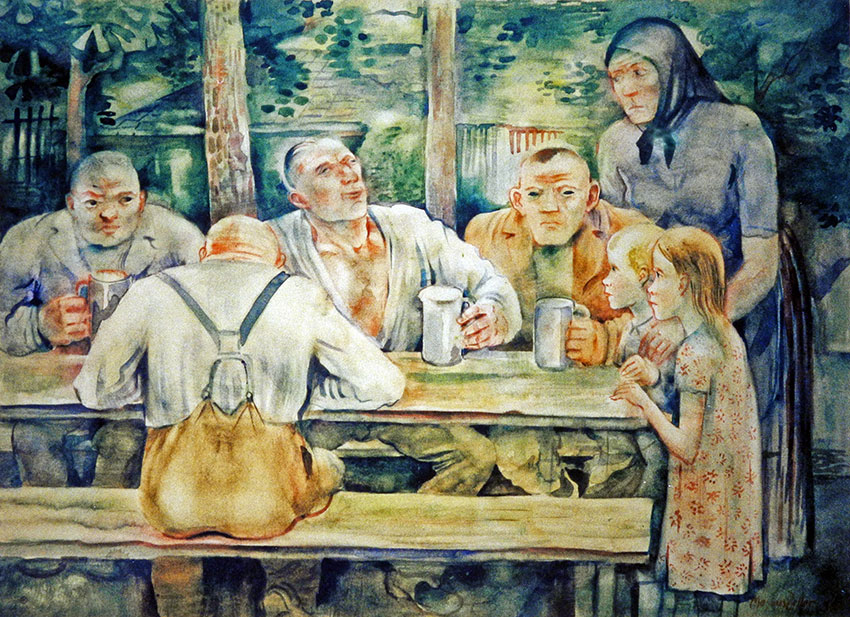
Biertisch Kallmuenz 1935

Magnus Zeller wuchs als Kind einer protestantischen Pfarrer-Familie in Biesenrode im Südharz auf und zog im Jahre 1901 mit seinen Eltern nach Magdeburg, um ab 1906 nach Berlin zu gehen. In Berlin studierte er von 1908 bis 1911 Malerei und Plastik bei Lovis Corinth. 1912 stellte er erstmals Werke in Berlin aus. Von 1915 bis 1918 war er beim Militär, unter anderem im Oberkommando Ost. Dort lernte er den Irrsinn des Krieges „ganz von unten in der Feuerzone und ganz oben in der Etappe“ kennen (Arnold Zweig). Er war ab 1913 Mitglied der Künstlervereinigung Freie Secession und im Verein Bildender Künstler in Berlin und hatte damals schon Kontakte zu Karl Schmidt-Rottluff und eine Freundschaft mit Arnold Zweig. 1918 war er Mitglied eines Soldatenrates der obersten Heeresleitung und nahm an der Vollversammlung der Berliner Arbeiter- und Soldatenräte am 10. November 1918 teil.
Am 12. Oktober 1918 wurde seine Tochter Susanne geboren.
Im Jahre 1920 veröffentlicht Zeller die Mappenwerke „Entrückung und Aufruhr“ zusammen mit Arnold Zweig und „Revolutionszeit“ über das Revolutionsjahr 1918, die in den Jahren 1917/1918 entstanden. Im Jahre 1921 publizierte er erstmals Buchillustrationen.
Von 1923 bis 1924 unterrichtete er an der Staatlichen Kunstschule in Tartu (Dorpat), Estland, wo die estnisch-schwedische Malerin und Grafikerin Karin Luts zu seinen Studentinnen gehörte. Im Jahre 1926 reiste er nach Paris, um dort die Werke vor allem von Honoré Daumier und Eugène Delacroix zu studieren. Ab dem Jahre 1929 beteiligte sich Zeller an zahlreichen Ausstellungen.
Von 1924 bis 1942 regelmäßige Teilnahme an den Berliner Akademie-Ausstellungen.
Von 1924 bis 1937 lebte er in Berlin bzw. in Blomberg/Lippe und ab 1937 in Caputh.

### Zeit des Nationalsozialismus
Im Sommer 1935 verbrachte er fast drei Monate in dem Malerort Kallmünz. Er hielt sich dann von Herbst 1935 bis 1936 in Rom in der Villa Massimo, finanziert durch ein Stipendium, auf. 1937 kehrte er nach Deutschland zurück und wurden im Rahmen der deutschlandweiten konzertierten Aktion „Entartete Kunst“ aus dem Berliner Stadtbesitz und dem König-Albert-Museum Zwickau sechs Werke Zellers beschlagnahmt und anschließend vernichtet.  Zudem wurde er in seinem künstlerischen Arbeiten durch die städtischen Behörden dadurch behindert, dass ihm der Kauf von Malmaterial verwehrt wurde.
Ab dem Jahre 1938 fand seine künstlerische Auseinandersetzung mit den Nationalsozialisten statt, und es entstanden zahlreiche Bildwerke, deren Entdeckung zur lebensbedrohlichen Verfolgung geführt hätte. Er konnte jedoch Mitglied der Reichskammer der bildenden Künste bleiben und ausstellen. Für diese Zeit ist seine Teilnahme an 14 großen Ausstellungen sicher belegt.

### Nach 1945
Nach dem Ende des Zweiten Weltkriegs trat Zeller in die Sozialdemokratische Partei Deutschlands (SPD) ein, dann in die Sozialistische Einheitspartei Deutschlands (SED). im Jahre 1948 übersiedelte seine zweite Frau Helga mit Sohn Conrad nach Hamburg, er blieb mit seiner Tochter Helga in Caputh.
1951 wurde Zeller als Vorstand des Verband Bildender Künstler der DDR abgewählt, Hintergrund könnte die Auseinandersetzung um die Formalismus/Realismus-Debatte gewesen sein.
Zeller war in der Ostzone bzw. der DDR auf den meisten wichtigen überregionalen Ausstellungen vertreten, u. a. 1946 auf der Allgemeinen Deutschen Kunstausstellung und 1949 auf der 2. Deutschen Kunstausstellung in Dresden. Bilder Zellers wurden auch nach seinem Ableben auf wichtigen Ausstellungen gezeigt.
Seine Tochter Helga Helm übergab dem Archiv der Akademie der Künste Berlin den schriftlichen Nachlass ihres Vaters mit Skizzenbüchern, autobiographischen Aufzeichnungen und Briefwechsel u. a. mit Klaus Richter, Karl Schmidt-Rottluff und Arnold Zweig.

#### Ehrungen
- 1962: Medaille für die Teilnahme an den bewaffneten Kämpfen 1918–1923

- 1968: Vaterländischer Verdienstorden in Silber
- Johannes-R.-Becher-Medaille in Gold
- Ehrenbürgerschaft von Caputh
- Ehrenmitglied des Verbands Bildender Künstler der DDR

## Öffentliche Sammlungen mit Werken Zellers (unvollständig)
- Altenburg/Thür.: Lindenau-Museum
- Berlin: Nationalgalerie[4]
- Berlin: Kupferstichkabinett[4]
- Berlin: Märkisches Museum
- Detmold: Lippisches Landesmuseum[5]
- Gera: Otto-Dix-Haus
- Gotha: Museum Schloss Friedenstein
- Halle/Saale: Kunstmuseum Moritzburg[5]

## Werk

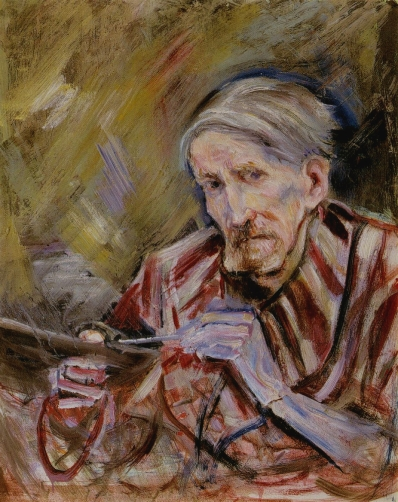
Selbstportrait-1970

Zeller gehört zur zweiten Generation der Expressionisten in Deutschland. In seinem Frühwerk benutzt er kubistische Formen und ordnet Farben in Prismenform an. Aufgrund seiner Farbwahl mit Tendenz zum Unheimlich-Surrealen bringt dies Zeller um 1920 den Beinamen E.T.A. Hoffmann der Farbe ein. Mit Grotesken und Satire malt er gegen den Krieg an. Er sucht aber auch Schönheit in Menschen- und Naturbildern. Ab 1935 beginnt er seine Mal- und Zeichentechnik in zeitkritischen Themen umzusetzen, die sich in Bildwerke gegen den nationalsozialistischen Staat manifestieren, die er versteckt halten muss. Nach 1945 ist sein Werk durch antimilitaristische Werke, Alltags-, Menschen- und Tierbilder gekennzeichnet.

## 1937 als „entartet“ nachweislich beschlagnahmte und anschließend vernichtete Werke
- Hochzeit (Aquarell)
- Zwei Männer (Aquarell)
- Betrunkener (Lithografie)
- Krankenstube (Lithografie)
- Kriegsberichterstatter (1917/1918, Lithografie)
- Aufruhr (Lithografie)

## Postume Einzelausstellungen (unvollständig)
- 1973: Ausstellung der späten Bilder im Kreiskulturhaus Berlin-Pankow
- 1978: Ausstellung der Galerie Sozialistische Kunst am Bezirksmuseum Potsdam anlässlich des 90. Geburtstages
- 1988: Ausstellung anlässlich des 100. Geburtstages in der Staatlichen Galerie Moritzburg Halle
- 1991: Ausstellung im Bürgerhaus Blomberg/Lippe
- 1997: Ausstellung im Städtischen Museum Schwalenberg/Lippe
- 2002: Ausstellung anlässlich des 30. Todestages im Ephraim-Palais der Stiftung Stadtmuseum Berlin